# Big Fat Bass
"Big Fat Bass" là ca khúc của nghệ sĩ thu âm người Mỹ Britney Spears. Bai hát do will.i.am sáng tác và sản xuất cho album phòng thu thứ bảy của Spears Femme Fatale. "Big Fat Bass" nhận được nhiều lời phê bình trái chiều từ các nhà phê bình âm nhạc.

## Bảng xếp hạng
| Chart (2011)                                     | Peak position |
| ------------------------------------------------ | ------------- |
| Hàn Quốc (Bảng xếp hạng download quốc tế) (GAON) | 31            |